# Pohár SFČR 2019
Pohár SFČR 2019  nebo také Pohár FAČR je celkově 25. ročníkem českého futsalového poháru, dříve hraného pod názvem Pohár FAČR. Soutěže se účastní profesionální i amatérské futsalové kluby z České republiky z různých pater systému futsalových soutěží v ČR.
Celostátní část odstartovala 26. září 2019 zápasy osmifinále a skončila 10. prosince finálovým soubojem, ve kterém AC Sparta Praha porazila Svarog FC Teplice 2:1.

## Formát soutěže
Pohár je rozdělen na okresní, krajskou a celostátní část. Týmy z 2. ligy a níže jsou nasazeny do okresní části, týmy z 1. ligy až do části krajské. Oba finalisté posledního ročníku jsou nasazeni přímo do celostátní části.
Účast v poháru je povinná pro týmy z 1. ligy a 2. ligy, týmy z nižších soutěží mají účast dobrovolnou. 
Pohár SFČR se hraje vyřazovacím způsobem na jeden zápas. Pokud zápas skončí remízou, následují dvě pětiminutová prodloužení. Pokud se ani tam nerozhodne, tak se kopou penalty.

## Pavouk

### Osmifinále až finále
| Osmifinále            | Osmifinále |  |                     | Čtvrtfinále       | Čtvrtfinále |  |  | Semifinále          | Semifinále |  |  | Finále            | Finále |
|                       |            |  |                     |                   |             |  |  |                     |            |  |  |                   |        |
| SK Interobal Plzeň    | 4          |  |                     |                   |             |  |  |                     |            |  |  |                   |        |
| Svarog FC Teplice     | 9          |  |                     | Svarog FC Teplice | 5           |  |  |                     |            |  |  |                   |        |
| Termiti Loket         | 1          |  | Démoni Česká Lípa   | 1                 |             |  |  |                     |            |  |  |                   |        |
| FC Démoni Česká Lípa  | 3          |  |                     |                   |             |  |  | Svarog FC Teplice   | 2          |  |  |                   |        |
| Žabinští Vlci Brno    | 3          |  |                     |                   |             |  |  | FK ERA-PACK Chrudim | 1          |  |  |                   |        |
| Gamaspol Jeseník      | 4          |  |                     | Gamaspol Jeseník  | 2           |  |  |                     |            |  |  |                   |        |
| FC Baník Ostrava      | 1          |  | FK ERA-PACK Chrudim | 4                 |             |  |  |                     |            |  |  |                   |        |
| FK ERA-PACK Chrudim   | 5          |  |                     |                   |             |  |  |                     |            |  |  | FC Svarog Teplice | 1      |
| Pramen Havlíčkův Brod | 1          |  |                     |                   |             |  |  |                     |            |  |  | AC Sparta Praha   | 2      |
| Flamengo HK           | 3          |  |                     | Flamengo HK       | 5           |  |  |                     |            |  |  |                   |        |
| Benfica Hlinsko       | 3          |  | VŠSK Zlín           | 7                 |             |  |  |                     |            |  |  |                   |        |
| VŠSK Zlín             | 7          |  |                     |                   |             |  |  | VŠSK Zlín           | 5          |  |  |                   |        |
| AC Sparta Praha       | 9          |  |                     |                   |             |  |  | AC Sparta Praha     | 9          |  |  |                   |        |
| SK Olympik Mělník     | 2          |  |                     | AC Sparta Praha   | 5           |  |  |                     |            |  |  |                   |        |
| SK Slavia Praha       | 7          |  | SK Slavia Praha     | 2                 |             |  |  |                     |            |  |  |                   |        |
| Dynamo PCO ČB         | 3          |  |                     |                   |             |  |  |                     |            |  |  |                   |        |

## Zápasy

### Nasazení
| - FK ERA-PACK Chrudim - vítěz Poháru FAČR 2018 - AC Sparta Praha - poražený finalista Poháru FAČR 2018 - SK Interobal Plzeň - vítěz Plzeňského krajského poháru - Svarog FC Teplice - vítěz Teplického krajského poháru - Termiti Loket - vítěz Karlovarského krajského poháru - FC Démoni Česká Lípa - vítěz Libereckého krajského poháru - Žabinští Vlci Brno - vítěz Jihomoravského krajského poháru - AC Gamaspol Jeseník - vítěz Olomouckého krajského poháru | - FC Baník Ostrava - vítěz Moravskoslezského krajského poháru - FC Pramen Havlíčkův Brod - vítěz poháru Kraje Vysočina - Flamengo Hradec Králové - vítěz Královéhradeckého krajského poháru - Benfica Hlinsko - vítěz Pardubického krajského poháru - VŠSK Zlín - vítěz Zlínského krajského poháru - SK Olympik Mělník - vítěz Středočeského krajského poháru - SK Slavia Praha - vítěz Pražského poháru - SK Dynamo PCO České Budějovice - vítěz Jihočeského krajského poháru |

Zdroje: 

### Osmifinále
| 26. září 2019 19:00                 |       |                                                                      |                                                                        |
| Benfica Hlinsko                     | 3 : 7 | VŠSK Zlín                                                            | Sportovní Hala Skuteč diváci: 170 rozhodčí: Tomáš Vaněk, Pavel Kolbaba |
| Slováček 19' Krbálek 38' Slavík 40' |       | 5' Torda 8' Torda 17' Krajča 18' Huťka 20' Torda 21' Kašík 26' Juhás | Sportovní Hala Skuteč diváci: 170 rozhodčí: Tomáš Vaněk, Pavel Kolbaba |

| 27. září 2019 20:00                       |       | |                                                                        |
| SK Interobal Plzeň                        | 4 : 9 | Svarog FC Teplice                                                                                                  | Sportovní hala Lokomotiva, Plzeň rozhodčí: Libor Kaštánek, Jakub Matyš |
| Slavík 5' Buchta 7' Štrajt 26' Štrajt 40' |       | 8' Baran 12' Sebiskveradze 13' Claudinho 19' Mario Ossorio 25' Baran 28' Teka 30' Mario Ossorio 38' Baran 38' Tato | Sportovní hala Lokomotiva, Plzeň rozhodčí: Libor Kaštánek, Jakub Matyš |

| 27. září 2019 20:20                                                               |       |                              |                                                                       |
| SK Slavia Praha                                                                   | 7 : 3 | Dynamo PCO České Budějovice  | Sportovní hala Eden, Praha rozhodčí: Stanislav Laštovička, Jiří Lasch |
| Křemen 16' Brychta 17' Jošt 24' Křemen 25' Brychta 26' Radovanovič 27' Křemen 31' |       | 13' Benát 21' Benát 40' Hric | Sportovní hala Eden, Praha rozhodčí: Stanislav Laštovička, Jiří Lasch |

| 28. září 2019 20:30 |       |                              |                                                                                           |
| Termiti Loket       | 1 : 3 | FC Démoni Česká Lípa         | Sportovní hala Míčových sportu Karlovy Vary rozhodčí: Miroslav Chládek, Vladimír Melničuk |
| Štěrba 40'          |       | 24' Němec 29' Rott 37' Němec | Sportovní hala Míčových sportu Karlovy Vary rozhodčí: Miroslav Chládek, Vladimír Melničuk |

| 29. září 2019 15:00      |       |                                |                                                                             |
| FC Pramen Havlíčkův Brod | 1 : 3 | Flamengo Hradec Králové        | Sportovní hala TJ Jiskra Havlíčkův Brod rozhodčí: Jan Kliner, Pavel Kolbaba |
| Plichta 32'              |       | 9' Eppich 38' Mašek 39' Bartoš | Sportovní hala TJ Jiskra Havlíčkův Brod rozhodčí: Jan Kliner, Pavel Kolbaba |

| 29. září 2019 20:30 |       |                                                             |                                                                            |
| FC Baník Ostrava    | 1 : 5 | FK ERA-PACK Chrudim                                         | Sportovní hala SC Dubina, Ostrava rozhodčí: Radim Filipský, Přemysl Havlík |
| Myška 33'           |       | 15' Éverton 23' D. Drozd 27' P. Drozd 29' Doša 36' P. Drozd | Sportovní hala SC Dubina, Ostrava rozhodčí: Radim Filipský, Přemysl Havlík |

| 30. září 2019 20:30                                                                                            |       |                     |                                                          |
| AC Sparta Praha                                                                                                | 9 : 2 | SK Olympik Mělník   | Arena Sparta, Praha rozhodčí: Filip Nešněra, David Lafek |
| Grbeša 3' Amadeu 5' Drahovský 8' Rick 15' Wilde 20' Wilde 20' Kocič 24' Vokoun vl. 35' Křivánek 38' Vokoun 38' |       | 4' Žampa 38' Vokoun | Arena Sparta, Praha rozhodčí: Filip Nešněra, David Lafek |

| 30. září 2019 20:30            |       |                     |                                                                            |
| Žabinští Vlci Brno             | 3 : 4 | AC Gamaspol Jeseník | Sportovní hala Tatran Bohunice, Brno rozhodčí: Martin Kabeláč, Petr Šenkýř |
| Hansl 23' Starý 32' Havlín 34' |       | 17' Kazár 21' Novák | Sportovní hala Tatran Bohunice, Brno rozhodčí: Martin Kabeláč, Petr Šenkýř |

### Čtvrtfinále
| 8. října 2019 17:30                                     |       |                                                                        |                                                                            |
| Flamengo Hradec Králové                                 | 5 : 7 | VŠSK Zlín                                                              | Sportovní hala Třebeš, Hradec Králové rozhodčí: Tomáš Vaněk, Pavel Kolbaba |
| Hruška 2' Kašík vl. 5' Klíma 34' Melek 37' Libřický 40' |       | 13' Žáček 16' Huťka 18' Krajča 25' Kašík 35' Žáček 36' Huťka 39' Juhás | Sportovní hala Třebeš, Hradec Králové rozhodčí: Tomáš Vaněk, Pavel Kolbaba |

| 8. října 2019 20:15                                    |       |                      |                                                                 |
| Svarog FC Teplice                                      | 5 : 1 | FC Démoni Česká Lípa | MSH Teplice, Na Stínadlech rozhodčí: Miroslav Vlašič, Jiří Šmíd |
| Teka 2' Černý 16' Claudinho 16' Černý 20' Litvinov 34' |       | 27' Kubelka          | MSH Teplice, Na Stínadlech rozhodčí: Miroslav Vlašič, Jiří Šmíd |

| 9. října 2019 19:00   |       |                                                   |                                                                         |
| AC Gamaspol Jeseník   | 2 : 4 | FK ERA-PACK Chrudim                               | Městská sportovní hala Jeseník rozhodčí: Přemysl Havlík, Radim Filipský |
| Vavrač 30' Vavrač 39' |       | 13' Éverton 17' D. Drozd 33' D. Drozd 37'P. Drozd | Městská sportovní hala Jeseník rozhodčí: Přemysl Havlík, Radim Filipský |

| 15. října 2019 20:00                             |       |                            |                                                                           |
| AC Sparta Praha                                  | 5 : 2 | SK Slavia Praha            | Městská sportovní hala Zruč nad Sázavou rozhodčí: Zdeněk Petr, Luboš Rygl |
| Rick 6' Rick 9' Amadeu 20' Rick 33' Křivánek 37' |       | 22' Směřička 17'} Směřička | Městská sportovní hala Zruč nad Sázavou rozhodčí: Zdeněk Petr, Luboš Rygl |

### Semifinále
| 5. listopadu 2019 20:30 |       |                     |                                                                                       |
| Svarog FC Teplice       | 2 : 1 | FK ERA-PACK Chrudim | MSH Teplice, Na Stínadlech diváci: 184 rozhodčí: Filip Nešněra, Jan Kresta, Jiří Šmíd |
| Baran 8' Teka 37'       | [ 1 ] | 39' Felipe          | MSH Teplice, Na Stínadlech diváci: 184 rozhodčí: Filip Nešněra, Jan Kresta, Jiří Šmíd |

| 11. listopadu 2019 17:30                                |       | |                                                                                       |
| VŠSK Zlín                                               | 5 : 9 | AC Sparta Praha                                                                                         | Sportovní hala Datart, Zlín rozhodčí: Michal Gasnárek, Přemysl Havlík, Radim Filipský |
| Konečník 25' Krajča 27' Lendler 38' Torma 38' Juhás 40' |       | 2' Kocić 11' Brahimi 14' Novak 15' Amadeu 23' Brahimi 23'Seidler 24' Drahovský 27'Křivánek 28' Křivánek | Sportovní hala Datart, Zlín rozhodčí: Michal Gasnárek, Přemysl Havlík, Radim Filipský |

### Finále
| 10. prosince 2019 20:15 |             |                    |                                                                                          |
| Svarog FC Teplice       | 1 : 2       | AC Sparta Praha    | MSH Teplice, Na Stínadlech diváci: 400 rozhodčí: Ondřej Černý, Filip Nešněra, Jiří Lasch |
| Teka 39'                | [ 2 ] [ 3 ] | 3' Novak 14' Wilde | MSH Teplice, Na Stínadlech diváci: 400 rozhodčí: Ondřej Černý, Filip Nešněra, Jiří Lasch |